# Gran Premio di superbike di Albacete
Il Gran Premio di superbike di Albacete è stato una delle prove del campionato mondiale Superbike.

## Storia
Si corsero otto edizioni di questo GP valevoli per il campionato mondiale Superbike, l'edizione del 1992 fu la gara inaugurale della stagione. L'ultima edizione fu quella del 1999, dalla stagione successiva la prova spagnola del mondiale Superbike è stata spostata presso il circuito di Valencia. Con la nascita nel 1997 del campionato mondiale Supersport, vi furono anche tre edizioni di questo GP per questa categoria ed una volta, nel 1999, vi corse anche il campionato Europeo della classe Superstock.

## Risultati

### Mondiale Superbike

#### Vincitori
| Anno |        | Pilota              | Squadra            | Motocicletta | Resoconto |
| ---- | ------ | ------------------- | ------------------ | ------------ | --------- |
| 1992 | Gara 1 | Aaron Slight        |                    | Kawasaki     | Resoconto |
| 1992 | Gara 2 | Raymond Roche       |                    | Ducati       | Resoconto |
| 1993 | Gara 1 | Carl Fogarty        |                    | Ducati       | Resoconto |
| 1993 | Gara 2 | Carl Fogarty        |                    | Ducati       | Resoconto |
| 1994 | Gara 1 | Carl Fogarty        |                    | Ducati       | Resoconto |
| 1994 | Gara 2 | Carl Fogarty        |                    | Ducati       | Resoconto |
| 1995 | Gara 1 | Aaron Slight        |                    | Honda        | Resoconto |
| 1995 | Gara 2 | Carl Fogarty        |                    | Ducati       | Resoconto |
| 1996 | Gara 1 | Troy Corser         |                    | Ducati       | Resoconto |
| 1996 | Gara 2 | Troy Corser         |                    | Ducati       | Resoconto |
| 1997 | Gara 1 | John Kocinski       |                    | Honda        | Resoconto |
| 1997 | Gara 2 | John Kocinski       |                    | Honda        | Resoconto |
| 1998 | Gara 1 | Pierfrancesco Chili | Ducati Racing ADVF | Ducati       | Resoconto |
| 1998 | Gara 2 | Carl Fogarty        | Ducati Performance | Ducati       | Resoconto |
| 1999 | Gara 1 | Noriyuki Haga       | Yamaha WSBK        | Yamaha       | Resoconto |
| 1999 | Gara 2 | Colin Edwards       | Castrol Honda      | Honda        | Resoconto |

#### Giri Veloci
| Anno |        | Pilota              | Squadra            | Motocicletta | Tempo    |
| ---- | ------ | ------------------- | ------------------ | ------------ | -------- |
| 1992 | Gara 1 | Aaron Slight        |                    | Kawasaki     | 1'42.95  |
| 1992 | Gara 2 | Daniel Amatriaín    |                    | Ducati       | 1'36.44  |
| 1993 | Gara 1 | Aaron Slight        |                    | Kawasaki     | 1'34.334 |
| 1993 | Gara 2 | Carl Fogarty        |                    | Ducati       | 1'34.094 |
| 1994 | Gara 1 | Carl Fogarty        |                    | Ducati       | 1'33.081 |
| 1994 | Gara 2 | Carl Fogarty        |                    | Ducati       | 1'33.675 |
| 1995 | Gara 1 | Pierfrancesco Chili |                    | Ducati       | 1'33.642 |
| 1995 | Gara 2 | Pierfrancesco Chili |                    | Ducati       | 1'33.779 |
| 1996 | Gara 1 | Troy Corser         |                    | Ducati       | 1'31.714 |
| 1996 | Gara 2 | Troy Corser         |                    | Ducati       | 1'32.160 |
| 1997 | Gara 1 | John Kocinski       |                    | Honda        | 1'32.334 |
| 1997 | Gara 2 | Simon Crafar        |                    | Kawasaki     | 1'32.258 |
| 1998 | Gara 1 | Pierfrancesco Chili | Ducati Racing ADVF | Ducati       | 1'41.284 |
| 1998 | Gara 2 | Aaron Slight        | Castrol Honda      | Honda        | 1'32.845 |
| 1999 | Gara 1 | Akira Yanagawa      | Kawasaki Racing    | Kawasaki     | 1'31.592 |
| 1999 | Gara 2 | Colin Edwards       | Castrol Honda      | Honda        | 1'31.843 |

#### Pole Position
| Anno | Pilota            | Squadra            | Motocicletta | Tempo    |
| ---- | ----------------- | ------------------ | ------------ | -------- |
| 1992 | Giancarlo Falappa |                    | Ducati       | 1'34.55  |
| 1993 | Aaron Slight      |                    | Kawasaki     | 1'32.994 |
| 1994 | Carl Fogarty      |                    | Ducati       | 1'33.347 |
| 1995 | Troy Corser       |                    | Ducati       | 1'33.453 |
| 1996 | Troy Corser       |                    | Ducati       | 1'30.822 |
| 1997 | John Kocinski     |                    | Honda        | 1'31.350 |
| 1998 | Noriyuki Haga     | Yamaha World SBK   | Yamaha       | 1'32.322 |
| 1999 | Carl Fogarty      | Ducati Performance | Ducati       | 1'31.457 |

### Mondiale Supersport

#### Vincitori
| Anno | Pilota               | Squadra            | Motocicletta | Resoconto |
| ---- | -------------------- | ------------------ | ------------ | --------- |
| 1997 | Vittoriano Guareschi |                    | Yamaha       | Resoconto |
| 1998 | Fabrizio Pirovano    | Alstare Corona     | Suzuki       | Resoconto |
| 1999 | Jörg Teuchert        | Yamaha Deutschland | Yamaha       | Resoconto |

#### Giri Veloci
| Anno | Pilota               | Squadra        | Motocicletta | Tempo    |
| ---- | -------------------- | -------------- | ------------ | -------- |
| 1997 | Vittoriano Guareschi |                | Yamaha       | 1'36.924 |
| 1998 | Fabrizio Pirovano    | Alstare Corona | Suzuki       | 1'41.029 |
| 1999 | Pere Riba            | Castrol Honda  | Honda        | 1'35.618 |

#### Pole Position
| Anno | Pilota            | Squadra         | Motocicletta | Tempo    |
| ---- | ----------------- | --------------- | ------------ | -------- |
| 1997 | Massimo Meregalli |                 | Yamaha       | 1'36.096 |
| 1998 | Fabrizio Pirovano | Alstare Corona  | Suzuki       | 1'34.841 |
| 1999 | Iain MacPherson   | Kawasaki Racing | Kawasaki     | 1'34.910 |

### Superstock

#### Vincitori
| Anno | Pilota              | Squadra              | Motocicletta     | Resoconto |
| ---- | ------------------- | -------------------- | ---------------- | --------- |
| 1999 | Daniel Oliver Bultó | Aprilia Desmo Racing | Aprilia RSV 1000 | Resoconto |

#### Giri Veloci
| Anno | Pilota              | Squadra              | Motocicletta     | Tempo    |
| ---- | ------------------- | -------------------- | ---------------- | -------- |
| 1999 | Daniel Oliver Bultó | Aprilia Desmo Racing | Aprilia RSV 1000 | 1'38.329 |

#### Pole Position
| Anno | Pilota              | Squadra              | Motocicletta     | Tempo    |
| ---- | ------------------- | -------------------- | ---------------- | -------- |
| 1999 | Daniel Oliver Bultó | Aprilia Desmo Racing | Aprilia RSV 1000 | 1'38.040 |